# Kavske, Strîi
Kavske (în ucraineană Кавське) este o comună în raionul Strîi, regiunea Liov, Ucraina, formată numai din satul de reședință.

## Demografie
Componența lingvistică a comunei Kavske
     Ucraineană (99,45%)
     Alte limbi (0,55%)
Conform recensământului din 2001, majoritatea populației comunei Kavske era vorbitoare de ucraineană (99,45%), existând în minoritate și vorbitori de alte limbi.